# Euonymus benguetensis
Euonymus benguetensis là một loài thực vật có hoa trong họ Dây gối. Loài này được Merr. mô tả khoa học đầu tiên năm 1905.